# Rock and Roll Diary: 1967-1980
Rock and Roll Diary: 1967-1980 è una raccolta di brani dei The Velvet Underground e di Lou Reed, pubblicata in un doppio album dall'Arista Records nel 1980.
I brani Heroin e Femme Fatale sono tratti dall'album 1969: The Velvet Underground Live; Coney Island Baby è tratto dall'album Live: Take No Prisoners.

## Tracce
1. I'm Waiting for the Man
2. White Light, White Heat
3. I Heard Her Call My Name
4. Pale Blue Eyes
5. Beginning to See The Light
6. Sweet Jane
7. Rock & Roll
8. Heroin (live)
9. Femme Fatale (live)
10. Walk on the Wild Side
11. Berlin
12. Men Of Good Fortune
13. The Kids
14. Coney Island Baby (live)
15. Temporary Thing
16. All Through The Night
17. So Alone
18. How Do You Speak To An Angel
19. Keep Away
20. Street Hassle

Tracce presenti nel compact disc pubblicato il 27 settembre 1994:
1. I'm Waiting For The Man
2. White Light, White Heat
3. I Heard Her Call My Name
4. Pale Blue Eyes
5. Sweet Jane
6. Rock And Roll
7. Heroin (live)
8. Femme Fatale (live)
9. Walk on the Wild Side
10. Berlin
11. Temporary Thing
12. All Through The Night
13. So Alone
14. Keep Away
15. Street Hassle